# Kilperik II. Burgundski
Kilperik II. (lat. Chilpericus) (oko 450. – 493.) bio je kralj Burgunda (Drugo Burgundsko Kraljevstvo) između 473. i 493. godine.
Kilperik je bio sin burgundskog kralja Gundioka i nećak gospodara Zapadnog Rimskog Carstva Ricimera. Braća su mu bili Gundobad, Godomar i Godegizel. Kad je Gundiok umro 473. godine, Gundiokova burgundska država podijeljena je njegovoj četvorici nasljednika. Gundobadova državina imala je sjedište u Lyonu, Kilperikova u Valenceu, Gundomarova u Viennei i Godegizelova u Viennei i Ženevi). 
Kilperik je prvog ljeta dok je vladao bio vazalom magisteru militumu Zapadnog Rimskog Carstva Ekdiciju, a potom se osamostalio. Uskoro se sukobio s bratom Gundobadom, koji ga je 486. uklonio i zauzeo njegove zemlje. Naposljetku ga je Gundobad ubio 493. a suprugu mu udavio. 
Kilperikove dvije kćeri su se uspjele spasiti. Starija kćer Kroma se zaredila i postala redovnicom. Klotilda je izbjegla u franačke zemlje. Ondje se udala za njihova kralja Klodviga I., gdje je spremila uzvrat stricu Gundobadu, potičući supruga i sinove na rat protiv njega. 